# Lucio Cáceres
Lucio Fernando Cáceres Behrens (Montevideo, 14 de septiembre de 1949) es un político uruguayo, perteneciente al Partido Colorado.

## Familia
Hijo de Gonzalo Cáceres Cardona y de Marta Behrens Muñoz. Por parte de madre es primo del político nacionalista Enrique Antía Behrens y sobrino primo de la actriz China Zorrilla.
Casado con Elisa Fleurquin Peirano, tiene tres hijos: Mariana, Alfredo y Francisco Cáceres Fleurquin.

## Biografía
De profesión Ingeniero Civil, se desempeñó como Director de Vialidad en el Ministerio de Transporte y Obras Públicas (1985-1989); entre otras obras, ejecutó los accesos a Montevideo. En las elecciones de 1989, Jorge Batlle lo nominó como candidato a la Intendencia de Montevideo, y así se inició la carrera política pública de Cáceres.
Nuevamente candidato a la Intendencia en 1994, tampoco resultó elegido. Pero en el segundo gobierno de Julio María Sanguinetti fue nombrado Ministro de Transporte y Obras Públicas (MTOP), permaneciendo en el cargo también durante la presidencia de Jorge Batlle, totalizando algo más de 9 años al frente de la cartera, para luego integrar la cámara de diputados hasta febrero de 2005.
Durante el gobierno de Jorge Batlle fue, junto con Alejandro Atchugarry, uno de los hombres más cercanos al Presidente de la República.
Entre las obras que ha impulsado se encuentra la Megaconcesion Vial del Uruguay, la privatización del Puerto de Montevideo, la del Aeropuerto Internacional de Carrasco y la construcción del Puente de las Américas.
Cáceres, se ha desempeñado como consultor internacional contratado por el Banco Interamericano de Desarrollo, Banco Mundial y la Comisión Andina de Fomento. En enero de 2009 fue contratado por la Secretaría de Transporte y Obras Públicas de  la Provincia de Anhui en la República Popular de China, para programar el mantenimiento de su  Red Vial.
Desde hace varios años es docente Grado 5 de la Facultad de Ingeniería en la cátedra de Puentes y Caminos.
Cáceres es aficionado al arte y es un reconocido coleccionista en el rubro pintura.
Desde 2011 se desempeña como Jefe de Infraestructura Regional de la UNOPS para América Central,  supervisando proyectos en: Haití, Curazao, St.Marteen, Panamá, El Salvador, Honduras, México, Costa Rica.
En marzo de 2019, de cara a las internas de junio de 2019, Cáceres adhiere a la agrupación Batllistas, apoyando la precandidatura de Julio María Sanguinetti.
En 2022 es nombrado representante de le empresa Terminal Cuenca del Plata (TCP) como miembro del Panel de Análisis de disputas (PAD), encargado de dirimir posibles controversias entre la ANP y TCP.

## Trayectoria
- 1977 -1984: Jefe de Zona N.º 8 de la Dirección de Vialidad (Deptos. Durazno Florida).

- 1985 -1989: Director Nacional de Vialidad.

- 1989: Candidato a la Intendencia Municipal de Montevideo.

- 1990 - 1995: Consultor privado.

- 1994: Candidato a la Intendencia Municipal de Montevideo

- 1995 - 2000: Ministro de Transporte y Obras Públicas (MTOP).

- 1999: Electo primer diputado por la lista 15 en Montevideo.

- 2000 - 2004: 2.º período al frente del MTOP.

- 2004 - 2005: Representante Nacional (Partido Colorado Lista 15).

- 2005 en adelante: Vicepresidente de la Academia Nacional de Ingeniería.

- 2005 en adelante: Consultor privado (Paraguay, Panamá, República Dominicana, China) y empresario de la construcción.[cita requerida]

| Predecesor: José Luis Ovalle | Ministro de Transporte y Obras Públicas 1995 - 2004 | Sucesor: Gabriel Gurméndez |